# Marco De Paoli
Marco De Paoli (Diano Marina, 25 gennaio 1954) è un filosofo ed epistemologo italiano.

## Biografia
Laureato con lode in filosofia all'Università degli studi di Torino con tesi in Filosofia del linguaggio discussa con Diego Marconi e attento alla lezione epistemologica di Ludovico Geymonat, è docente al Liceo Parini di Milano e saggista. Nell'anno accademico 2011/12 ha affiancato all'insegnamento nella scuola superiore la docenza di Storia della Scienza all'Università del Piemonte Orientale.

## Opere
Dopo l'esordio, nel 1988, con L'infinito. Il vuoto. Dialettica delle configurazioni dell'infinito e del vuoto nel pensiero occidentale (Fasano, Schena Editore, 1988), ha approfondito l'indagine sull'infinito nell'ambito matematico: la cosiddetta crisi degli incommensurabili e dei numeri irrazionali, propria dell'antico pitagorismo e trattata in Il sublime e la forma (Manduria, Lacaita, 1990), troverebbe nell'analisi svolta in L'Enigma di Delo. Sul Teorema (Torino, Arktos, 1994) un punto focale nell'Ultimo Teorema di Fermat che, ricondotto al Teorema di Pitagora, rivelerebbe l'impossibile soluzione nei termini della geometria euclidea causa l'emergere dell'incommensurabilità e dei numeri irrazionali. L'analisi della matematica arcaica si è quindi dilatata in Sapienza e oblio. Ars Mathematica Regia (Padova, Sapere edizioni, 2004) in cui si sostiene che le differenze fra valori euclidei e non euclidei sarebbero dovute al comune problema dell'irrazionale matematico prima che alla tipologia di superficie.
Proseguendo le sue indagini in un continuo confronto fra antico e moderno, l'autore è pervenuto alla teoria della relatività, anzitutto analizzata nelle sue premesse sia nel mondo antico sia nella fisica classica: in Zenone di Elea e la fondazione della scienza occidentale (Carmagnola, Scolastica Editrice, 1998) sostiene che i paradossi di Zenone possono essere interpretati come una raffigurazione scenica non solo dell'irrazionale matematico ma anche dei problemi inerenti al moto successivamente focalizzati nella fisica classica, mentre in Theoria Motus. Principio di relatività e orbite dei pianeti (Milano, FrancoAngeli, 2004, 2010, 2013) analizza la teoria del moto giungendo ad una delimitazione dell'ambito di applicazione del principio di relatività galileiana di cui verrebbe negato il valore universale. Invece un'analisi della moderna teoria della relatività e dei conseguenti modelli cosmologici a partire dalla teoria del Big Bang viene svolta, criticando anzitutto le errate interpretazioni della prima e negando validità alla seconda anche nelle sue diramazioni, in La relatività e la falsa cosmologia (Lecce, Manni Editori, 2004, 2008), tradotto in francese nel 2009 (La relativité et la fausse cosmologie, Parigi, Harmattan, 2009).
De Paoli ha aperto in seguito un nuovo filone di studi rivolgendosi alle scienze della vita, rivisitando criticamente le teorie (classiche e moderne) dell'evoluzione in La Tragica Armonia. Indagine filosofico-scientifica sulla genesi e l'origine del vivente (Milano, Mimesis, 2014), negando il primato della selezione naturale e del principio di continuità e ipotizzando all'origine della vita non un antenato comune ma codici genetici multipli chimicamente generatisi a partire dalle strutture rintracciabili nella fisica quantistica, di cui in La simmetria nascosta. L'ordine soggiacente nella meccanica quantistica (Milano, Mimesis, 2011), passibili, attraverso permutazioni in combinatorie genetiche richiamanti la biologia Evo-Devo e soprattutto la teoria matematica dei gruppi, di generare l'evolversi per saltum delle forme viventi anche in base a risposte non casuali e (con cauta ripresa neolamarckiana) funzionali all'ambiente. In condizioni opportune e rare l'ulteriore evolversi può condurre allo sviluppo dei sistemi nervosi e del cerebrum, come delineato in Elettricità, vita, cervello. L'innervazione dell'organismo-mondo (Milano, Mimesis, 2018). Infine in La disintegrazione del simbolico. Studi sulla struttura neurologica della mente (Milano, Mimesis, 2019, 2021, 2025) si è concentrato sulle neuroscienze delineando, a partire dall'analisi delle patologie dissociative, i lineamenti di una storia neurologica dell'uomo scorgendo nella nascita del linguaggio e della scrittura la premessa del pensiero analitico e astraente nell'eclisse dell'originario pensiero visivo e allucinatorio ("le voci degli dèi").
Oltre le altre ricerche e interventi disseminati in numerose riviste e giornali culturali (fra cui Paradigmi, Filosofia, Giornale di Fisica, Emmeciquadro, Episteme, Vita pensata, LineaTempo, Il Protagora, InCircolo, Il Domenicale), va ricordata in Furor logicus. L'eternità nel pensiero di Emanuele Severino (Milano, FrancoAngeli, 2009) la critica all'implicito presupposto humeano, ritenuto riduttivamente empiristico, da cui Severino trae la paradossale affermazione che la legna accesa nel camino (evento A) e la cenere successiva (evento B) sarebbero eventi non causalmente connessi deducendone la la presunta eternità degli enti peraltro non latrice, anche concessa, di alcuna valenza salvifica. Il suo interesse in campo scientifico, favorito dall'esperienza di vita in Etiopia, si è anche rivolto all'etnologia in Etiopia, lontano dall'Occidente. Un pezzo di vita e uno studio storico e antropologico (Milano, Mimesis, 2011).

## Giudizi critici
Il testo La relatività e la falsa cosmologia ha suscitato polemiche: criticato da più voci all'interno di un forum, è stato positivamente recensito su riviste qualificate: Alberto Giovanni Biuso, Un recente dibattito su relatività e cosmologia e, riguardo alla critica alla cosmologia del Big Bang, Vittorio Banfi (Centro di Astrodinamica Giuseppe Colombo), Il Protagora, Lecce 2004, 3, Manni Editori, pp. 214-216.

## Pubblicazioni
- L'infinito. Il vuoto. Dialettica delle configurazioni dell'infinito e del vuoto nel pensiero occidentale, Brindisi, Schena, 1988, ISBN 9788875142421
- Il sublime e la forma, Manduria, Lacaita, 1990
- L'Enigma di Delo. Sul Teorema, Torino, Arktos, 1994, ISBN 9788870490718
- I paradossi svelati. Zenone di Elea e la fondazione della scienza occidentale, Carmagnola, Scolastica Editrice, 1998, ISBN 9788887008302
- Sapienza e Oblio. Ars mathematica Regia, Padova, Sapere edizioni, 2004, ISBN 9788887524635
- La relatività e la falsa cosmologia, Lecce, Manni, 2004, 2008, ISBN 8881765209
- Traduzione francese La relativité et la fausse cosmologie, Paris, Harmattan, 2009, ISBN 9782296093997
- Furor Logicus. L'eternità nel pensiero di Emanuele Severino, Milano, FrancoAngeli, 2009, ISBN 9788856812268
- La simmetria nascosta. L'ordine soggiacente nella meccanica quantistica, Milano, Mimesis, 2011, ISBN 9788857507316
- Etiopia, lontano dall'occidente. Un pezzo di vita e uno studio storico e antropologico, 2 voll., Milano, Mimesis, 2011, ISBN 9788857505206
- Theoria Motus. Principio di relatività e orbite dei pianeti, Milano, FrancoAngeli, 2004, 2010, 2013, ISBN 9788820428075
- La Tragica Armonia. Indagine filosofico-scientifica sulla genesi e l'origine del vivente, 2 voll., Milano, Mimesis, 2014, ISBN 9788857522852
- Il soggetto eroico e il suo sguardo da lontano. Sul possesso e sull'oblio di sé, Milano, Mimesis, 2015, ISBN 978-88-5753-282-0
- Elettricità, vita, cervello. L'innervazione dell'organismo-mondo, Milano, Mimesis, 2018, ISBN 9788857548630
- La disintegrazione del simbolico. Studi sulla struttura neurologica della mente, Milano, Mimesis 2019, 2021, 2025 ISBN 9791222315706